# Silvio Ramat
Silvio Ramat (Firenze, 2 ottobre 1939) è un critico letterario, saggista e poeta italiano.
È figlio del docente universitario e politico viterbese Raffaello Ramat, nonché fratello del linguista Paolo e del magistrato Marco Ramat.

## Biografia

### L'opera di critico
Silvio Ramat ha iniziato la sua attività di critico nel 1965, pubblicando per Vallecchi un saggio monografico su Montale, seguito nel '66 da Omaggio a Montale, volume celebrativo edito da Mondadori.
Titolare dal 1976 della cattedra di Letteratura italiana moderna e contemporanea all'Università di Padova, è stato attento osservatore della scena culturale del XX secolo. Dedicatosi pertanto ad uno studio attento delle più importanti correnti e degli autori più noti della poesia del XX secolo, Ramat nel 1969 ha pubblicato il saggio intitolato L'ermetismo per poi dedicarsi ad uno studio generale della poesia del Novecento, che vede i risultati nell'opera Storia della poesia italiana del Novecento pubblicata nel 1976 dall'editore Mursia. Alcuni aspetti e temi della poesia del Novecento verranno poi approfonditi nel 1978 in Protonovecento pubblicato da Il Saggiatore.
Ha continuato a dedicarsi allo studio dei suoi autori preferiti, con Invito alla lettura di Bigongiari del 1979 e L'acacia ferita e altri saggi su Montale spostando però parte del suo interesse verso microcosmi testuali pubblicando con Mursia I sogni di Costantino nel 1988 e Particolari nel 1992.
Tra i lavori più consistenti degli ultimi tempi si annovera l'opera La poesia italiana 1903-1943. Quarantuno titoli esemplari pubblicata da Marsilio nel 1997 e il saggio I passi della poesia. Argomenti da un secolo finito pubblicato nel 2002 da Interlinea.
Per la sua attività di critico, nel 2001 riceve il premio dell'Accademia dei Lincei.
Collaboratore di molte riviste, ha pubblicato numerosi articoli su diversi importanti quotidiani tra i quali Il Giornale.

### L'opera di poeta
Nel 1959 ha esordito e come poeta con una raccolta di liriche intitolata Le feste di una città alla quale faranno seguito molte altre raccolte, tra le quali Gli sproni ardenti, edita da Arnoldo Mondadori Editore nel 1964; Corpo e cosmo da Scheiwiller nel 1973; In parola da Guanda nel 1977; L'inverno delle teorie da Arnoldo Mondadori Editore nel 1980; L'arte del primo sonno da San Marco dei Giustiniani nel 1984; Orto e nido da Garzanti nel 1987; In piena prosa da Amadeus nel 1987; Una fonte da Crocetti 1988; Ventagli da Amadeus nel 1991 (Premio Dessì per la poesia), Pomerania da Crocetti nel 1993; Numeri primi da Marsilio nel 1996; Il gioco e la candela da Crocetti nel 1997; Per more da Crocetti nel 2000;  Mia madre un secolo da Marsilio nel 2002; Uno di quei rami nel 2008; Banchi di Prova nel 2011; Elis Island nel 2015.
Nel 1995 le sue poesie sono state raccolte in un'antologia dal titolo Origine e destino presso I Quaderni del Battello Ebbro, mentre un'altra antologia poetica, Sharing a Trip, ha visto la luce negli Stati Uniti nel 2001 edita da "Bordighera Press" con traduzione a fronte in inglese.
Appassionato di calcio e tifoso della Fiorentina, Ramat ha dedicato alcune delle sue poesie anche alla squadra viola.

## Opere

### Saggistica
- Montale, Vallecchi, 1965
- Dino Campana, Canti orfici e altri scritti, Vallecchi, 1966
- L'intelligenza dei contemporanei, Rebellato, 1968
- L'ermetismo, La Nuova Italia, 1969
- La pianta della poesia, Vallecchi, 1972
- Fisica dell'immagine, Lacaita, 1973
- Crisi di lettura, Guida, 1974
- Storia della poesia italiana del Novecento, Mursia, 1976
- Protonovecento, Il Saggiatore, 1978
- Invito alla lettura di Piero Bigongiari, Mursia, 1979
- L'acacia ferita e altri saggi su Montale, Marsilio, 1986
- I sogni di Costantino, Mursia, 1988
- Corrispondenze e raccordi otto-novecenteschi, Mursia, 1988
- L'inverno delle teorie, Mondadori, 1980
- Particolari, Mursia, 1992
- La poesia italiana, 1903-1943, Marsilio, 1997
- Il lungo amore del secolo breve. Saggi sulla poesia novecentesca, Cesati, 2010
- Citando e ricitando. Dante, Petrarca, Foscolo, Leopardi: la loro voce nei nostri contemporanei, Le Càriti, 2012
- Lungo le bianche strade provinciali. Valeri, Barolini, Pascutto, Rebellato, Zanzotto, Bandini, Il Ponte del Sale, 2013
- Questa terra toscana. Saggi brevi su poeti del Novecento, Helicon, 2014
- Tra ghiande e coccole. Omaggio a più voci per Leonardo Sinisgalli (con Clelia Martignoni e Luca Stefanelli), Osanna, 2016
- Una moneta perduta ovvero le belle età dei carteggi, Helicon, 2018
- 100 Poeti, un secolo. L'Ottocento italiano, Helicon, 2020

### Poesia
- Le feste di una città, 1959
- Gli sproni ardenti, Mondadori, 1964
- Corpo e cosmo, Scheiwiller, 1973
- In parola, Guanda, 1977
- L'arte del primo sonno, Edizioni S. Marco dei Giustiniani, 1984
- Orto e nido, Garzanti, 1987
- In piena prosa, 1980-'81, Amadeus, 1987
- Una fonte , Crocetti, 1988
- Ventagli, Amadeus, 1991
- Pomerania, Crocetti, 1993
- Numeri primi, Marsilio Editori, 1996
- Il gioco e la candela, Crocetti, 1997, Premio Nazionale Rhegium Julii, Poesia;[4]
- Mia madre un secolo, Marsilio, 2002
- I passi della poesia. Argomenti da un secolo finito, Interlinea, 2002
- Tutte le poesie (1958-2005), con testi di Giuseppe Langella, Interlinea, 2006
- Dall'uno al quattro, Quaderni di Orfeo, 2007
- L'amore cometa, Il ragazzo innocuo, 2008
- Uno di quei rami, Panda, 2008
- Banchi di prova. Racconto in versi, Marsilio, 2011
- La dirimpettaia e altri affanni, Mondadori, 2013
- Elis Island. Poesie da un esilio, Mondadori, 2015
- Fuori stagione, Crocetti, 2018
- In cuor vostro e altri versi, Crocetti, 2019
- Stanza di passo, Le Farfalle, 2020
- Le chiavi del giorno, Crocetti, 2022